# NGC 5720
NGC 5720 este o liner situată în constelația Boarul. A fost descoperită în 24 iunie 1887 de către Lewis A. Swift. Se află la o distanță de 118,03 megaparseci de Pământ.